# 김찬종
김찬종(1957년 9월 30일~  )은 대한민국의 교육학자이자 교수이다. 한국지구과학회 회장, 서울대학교 사범대학 기획부학장, 국제지구과학교육학회 회장, 제36대 서울대학교 사범대학 학장을 역임하였으며, 현재 서울대학교 지구과학교육과 교수와 제18대 한국과학교육학회 학회장이다.